# Saint-Trivier-sur-Moignans
Saint-Trivier-sur-Moignans település Franciaországban, Ain megyében. Lakosainak száma 1910 fő (2022. január 1.). Saint-Trivier-sur-Moignans Baneins, Bouligneux, Chaneins, Francheleins, Relevant, Sainte-Olive, Sandrans és Villeneuve községekkel határos.

## Népesség
A település népessége az elmúlt években az alábbi módon változott:
| Lakosok száma | 1140 | 1233 | 1471 | 1822 | 1826 | 1844 | 1799 | 1834 | 1823 | 1910 |
|               | 1968 | 1982 | 1990 | 2006 | 2013 | 2015 | 2017 | 2019 | 2020 | 2022 |